# رومن کوسکی
رومن کوسکی (انگلیسی: Roman Kosecki؛ زادهٔ ۱۵ فوریهٔ ۱۹۶۶) بازیکن سابق فوتبال اهل لهستان است که در پست مهاجم بازی می‌کرد.
پسر او جاکوب کوسکی نیز یک فوتبالیست حرفه‌ای است.
وی همچنین در تیم ملی فوتبال لهستان بازی کرده‌است.